# Sakishima-gebouw
Het Osaka prefecturaal gebouw Sakishima (大阪府咲洲庁舎 Ōsaka fu Sakishima chōsha), ook wel Cosmo Tower genoemd, is een wolkenkrabber in de wijk Suminoe-ku, Osaka, Japan. Tot 2010 stond het gebouw bekend als het WTC Ōsaka. Het gebouw is 256 meter hoog, waarmee deze toren het hoogste gebouw van de stad is (de Rinku Gate Tower in Izumisano is even hoog, wat beide gebouwen tot het hoogste gebouw van de prefectuur Ōsaka maakt). De bouwwerkzaamheden duurden van 1991 t/m februari 1995. Het gebouw heeft naast de 55 verdiepingen nog drie verdiepingen ondergronds. Het is ontworpen door Nikken Sekkei en Manchini-Duffy architecten. 

Naast kantoren huisvest het gebouw ook restaurants, een museum, een conferentieruimte en een observatiedek in de vorm van een omgekeerde piramide.  

## Bereikbaarheid
Het gebouw is te bereiken via het station Cosmosquare aan de Chūō-lijn en het station Trade Center-mae aan de Nanko Port Town-lijn.